# Бийи-сюр-Урк
Бийи-сюр-У́рк (фр. Billy-sur-Ourcq) — коммуна во Франции, находится в регионе Пикардия. Департамент коммуны — Эна. Входит в состав кантона Виллер-Котре. Округ коммуны — Суасон.
Код INSEE коммуны — 02090.

## Население
Население коммуны на 2010 год составляло 215 человек.
| 1962 | 1968 | 1975 | 1982 | 1990 | 1999 | 2010 |
| ---- | ---- | ---- | ---- | ---- | ---- | ---- |
| 200  | 205  | 206  | 201  | 208  | 201  | 215  |

## Экономика
В 2010 году среди 128 человек трудоспособного возраста (15—64 лет) 96 были экономически активными, 32 — неактивными (показатель активности — 75,0 %, в 1999 году было 66,4 %). Из 96 активных жителей работали 84 человека (48 мужчин и 36 женщин), безработных было 12 (5 мужчин и 7 женщин). Среди 32 неактивных 7 человек были учениками или студентами, 12 — пенсионерами, 13 были неактивными по другим причинам.